# 阳城镇 (阳山县)
阳城镇是阳山县的一個鎮，阳城镇分为城北和城南，是阳山县繁华的地方之一，尤其是城北区。2020年人口148436人。

## 概要
城北区是阳城镇拥有众多生活设施的地方 
- 西式餐厅有：肯德基、德州汉堡、华莱士、肯麦基（前三个城南没有）
- 超市有：来来超市、佳宜超市、惠万家百货
- 酒店有：凯逸假日酒店（位于城市广场） 雄风大酒店、卓越大酒店
- 学校：阳山中学、第一小学

城南主要是政府部门的区域 也有一些国企办公部门和国企企业的宿舍在这 比如：
- 中国电信、中国农业银行、中国建设银行、中国移动通信、阳山县人民政府、中国南方电网
- 学校：南阳中学、实验小学；城南也称开发区
- 城南也是阳山最多中餐厅的区域
- 城南也称开发区

## 行政区划
阳城镇下辖以下村级行政区划单位
城北东社区、城北西社区、城南东社区、城南西社区、环城新村社区、高村、大莲塘村、通儒村、城南村、雷公坑村、畔水村、麦冲村、石坳村、车路村、元江村、黄竹村、暗浪陂村、城北村、范村、湟池村、五爱村、水口村、鱼水村、蕉湾村、河坪村和大里村。